# Ligne de tramway 578
La ligne 578, d'après son numéro de tableau horaire, est une ancienne ligne de tramway vicinal de la Société nationale des chemins de fer vicinaux (SNCV) qui reliait Spa à Verviers entre 1909 et 1952.

## Histoire
La ligne est mise en service en 1909 et fermée en 1952.

## Infrastructure

### Dépôts et stations
Nom : (gare) : quand le dépôt ou la station est accolé ou proche d'une gare.
Type : D : dépôt , S : station , Sf : si la station sert de gare douanière à la frontière , Sp : si la station est établie dans un bâtiment privé le plus souvent un café ou plus rarement une habitation privée.
| Illustration | Nom   | Type | Commune | Localisation                | État                            | Remarques |
| ------------ | ----- | ---- | ------- | --------------------------- | ------------------------------- | --------- |
|              | Tiège | D    | Tiège   | 50° 30′ 31″ N, 5° 53′ 32″ E | Hors service, en partie démoli. |           |

## Exploitation

### Horaires
Tableaux horaires :
- 1931 : 578.
- 615 en 1950[1].